# Filmpark Babelsberg

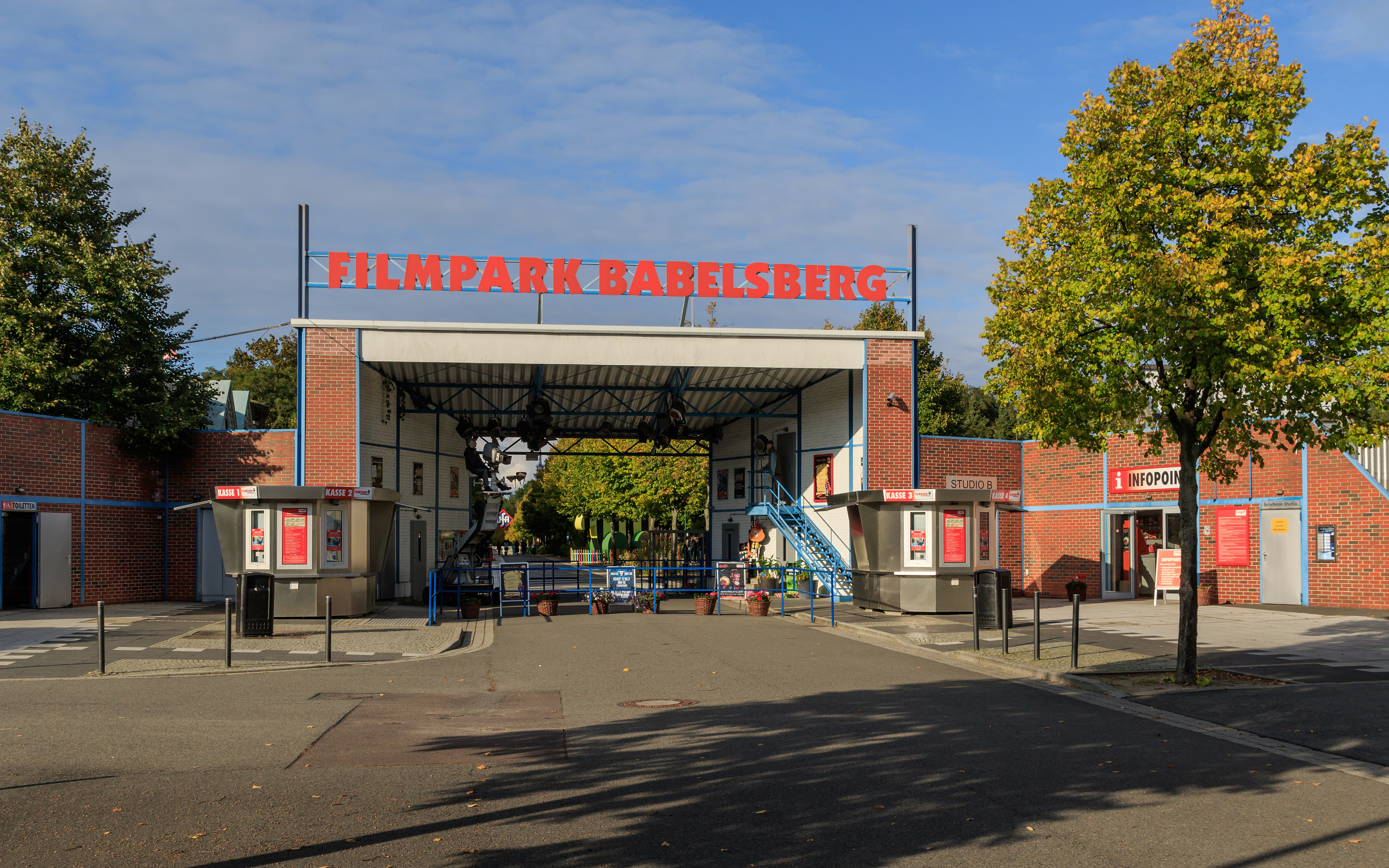
Eingang des Filmparks an der Großbeerenstraße

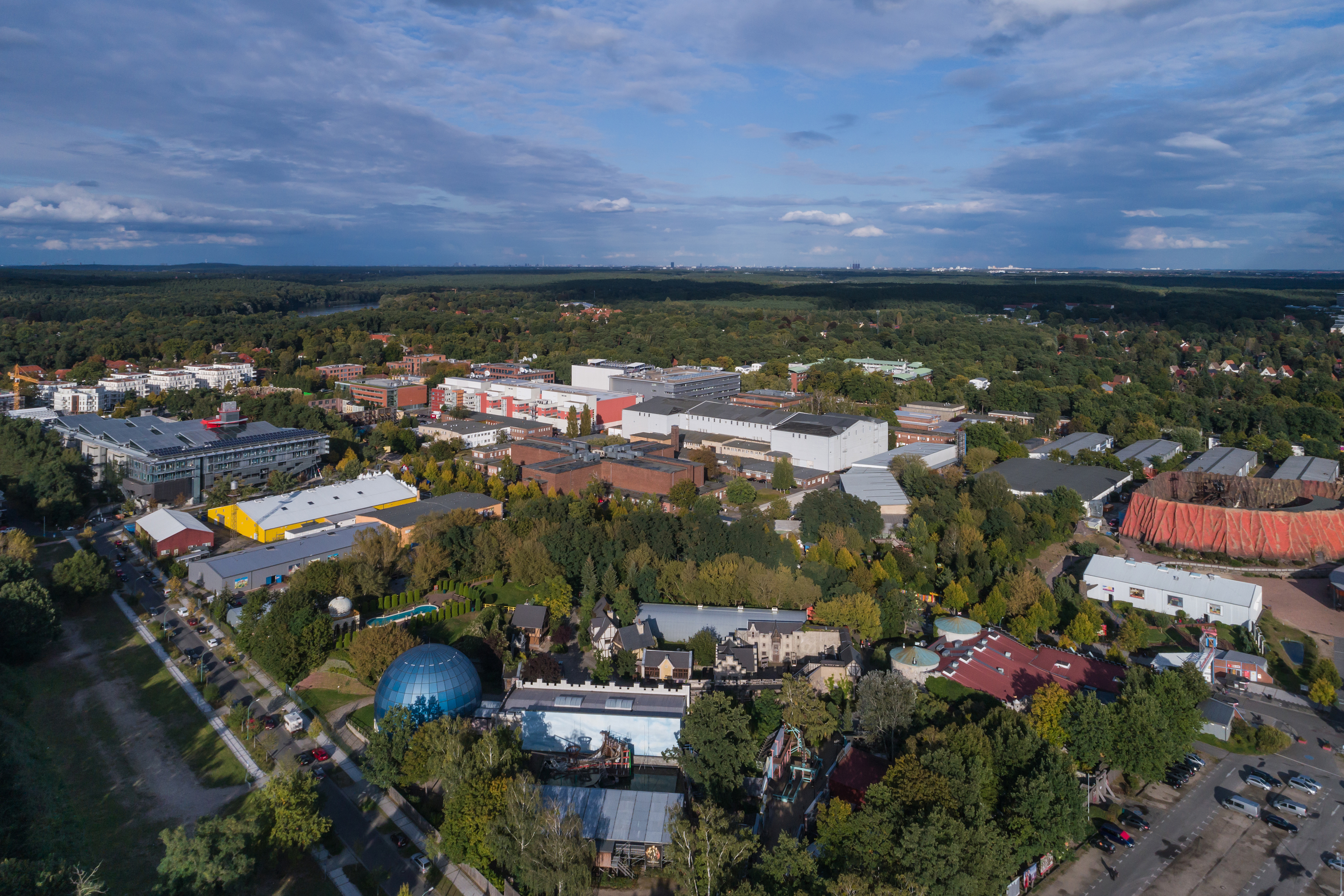
Luftaufnahme des Filmparks

Der Filmpark Babelsberg ist ein saisonaler Freizeitpark im Potsdamer Stadtteil Babelsberg. Im Themenpark befinden sich über 20 filmspezifische Attraktionen, drei Shows, ein 4D- und XD-Kino, Originalkulissen und Ausstellungsbereiche zu Film und Filmhandwerk. Der Filmpark ist Teil der Medienstadt Babelsberg und liegt direkt neben dem Filmstudio Babelsberg, dem ältesten Großatelier-Filmstudio der Welt und größten Filmstudiokomplex Europas, in dem seit 1912 unter den Firmierungen Deutsche Bioskop, Ufa, DEFA und heute Studio Babelsberg mehr als 3000 Kino- und Fernsehfilme entstanden.

## Geschichte
Nach der Wiedervereinigung wurde auf dem Babelsberger Studiogelände 1991 ein „Film- und TV-Erlebnis“ eröffnet. Zunächst wurden typische Filmarbeitsplätze, Teile des Requisitenfundus und einige Außendekorationen gezeigt, um den Besuchern die Filmwelt, die deutsche Filmgeschichte mit dem Schwerpunkt des Standortes Babelsberg und filmisches Handwerk und Tricks näher zu bringen. 1993 startete in Anlehnung an Themenparks wie die Universal Studios Hollywood die Studiotour und die erste Stuntshow. Flimmy, das Filmparkmaskottchen, entstand 1996. 1998 kam, unter Beteiligung von Janosch, der Kinderpark „Panama“ hinzu. Nach dem erfolgreichen Kinderbuch von Janosch Oh, wie schön ist Panama entstand eine kleine Welt mit der legendären Fahrt von Tiger und Bär auf der Suche nach Panama. 1998 entstand aus Originalrequisiten des Kinofilms Prinz Eisenherz (1997) das gleichnamige Erlebnisrestaurant mit Veranstaltungen aus der Zeit der Prinzen, Ritter und Mägde. 1999 wurde die 15 m hohe Vulkan-Arena für die Stuntshow errichtet. Dort können 2.500 Besucher auf überdachten Plätzen die tägliche Live-Stunt-Show unter freiem Himmel bei nahezu jedem Wetter erleben. Im Jubiläumsjahr 2011 zog die Blaue Kugel vom Berliner Breitscheidplatz in den Filmpark mit dem Dome of Babelsberg, einem integrierten XD-Erlebnistheater. Seit 2017 konnte im Rahmen der sogenannten Backlot-Tour u. a. noch vor Kinostart das Original-Außenset „Lummerland“ von Jim Knopf und Lukas der Lokomotivführer besichtigt werden. 2018 feierte die neue Westernshow „Tierisch verdreht – Die Westernshow“ im Filmpark Premiere. 2021 wurde das Gelände durch eine neugestaltete, individuelle Filmsettour und den neuen Jim Knopf-Abenteuerspielplatz erweitert.

## Attraktionen

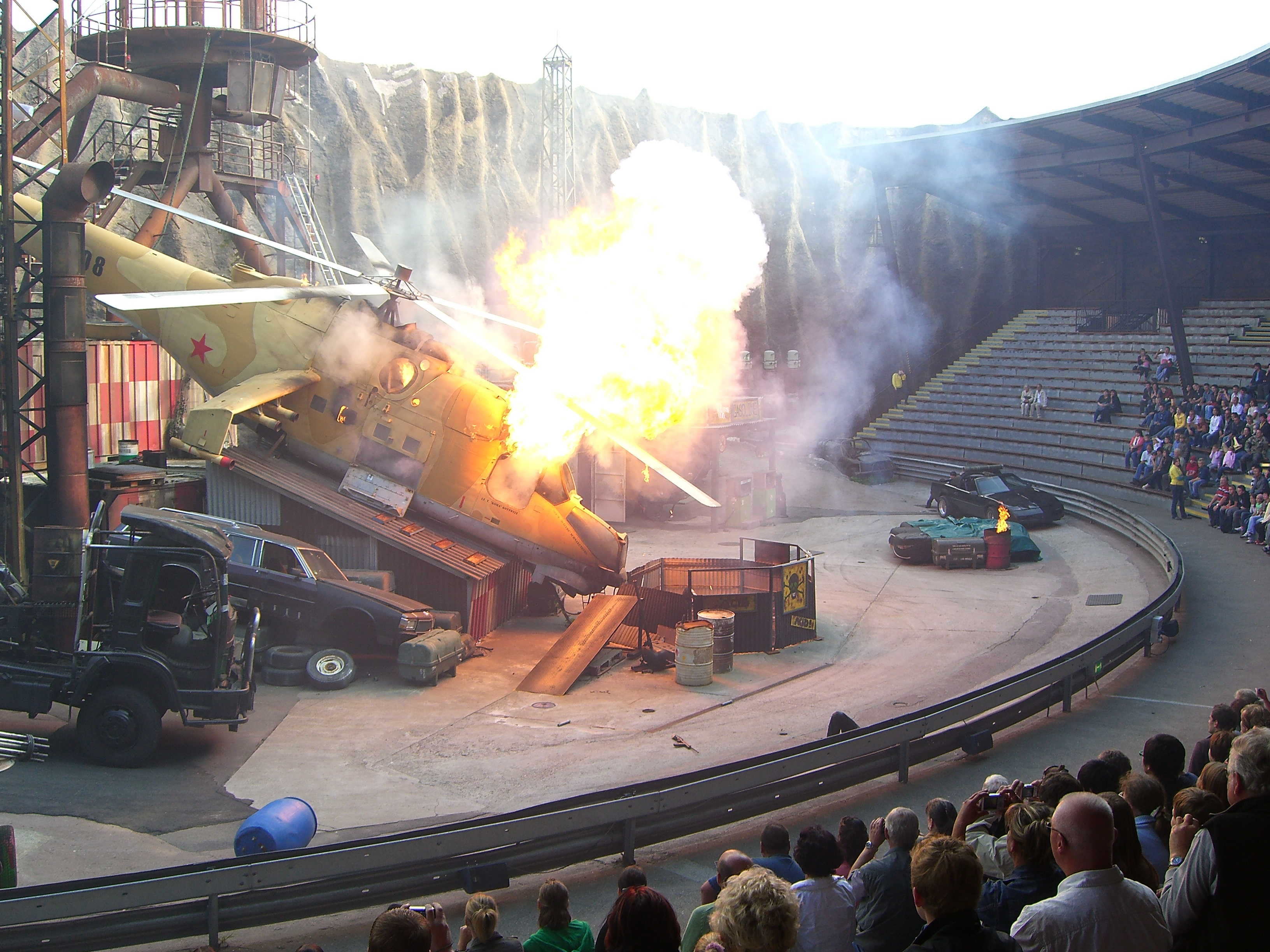
Stuntshow „Bartertown“ im Vulkan

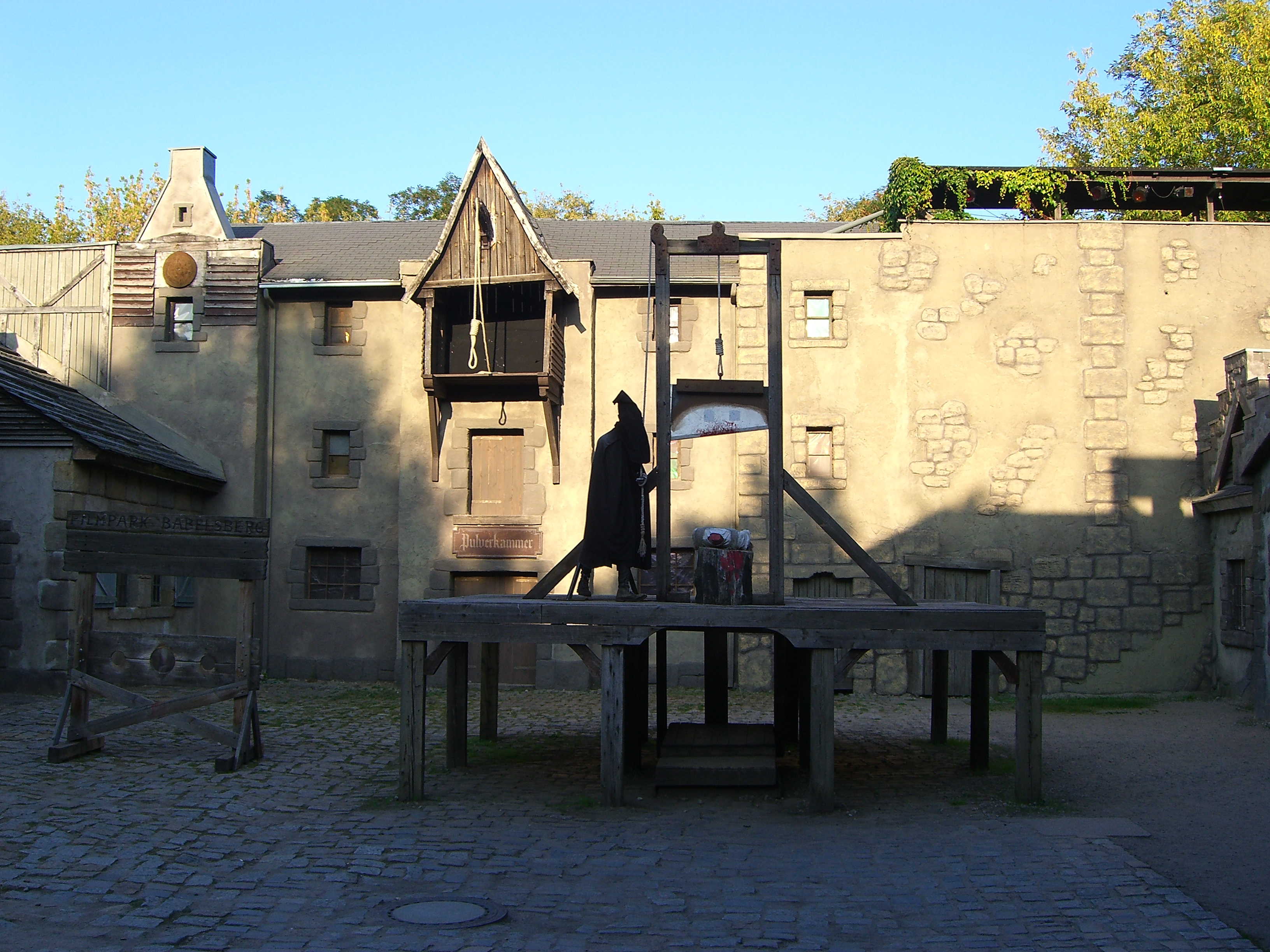
Mittelalterliche Stadt

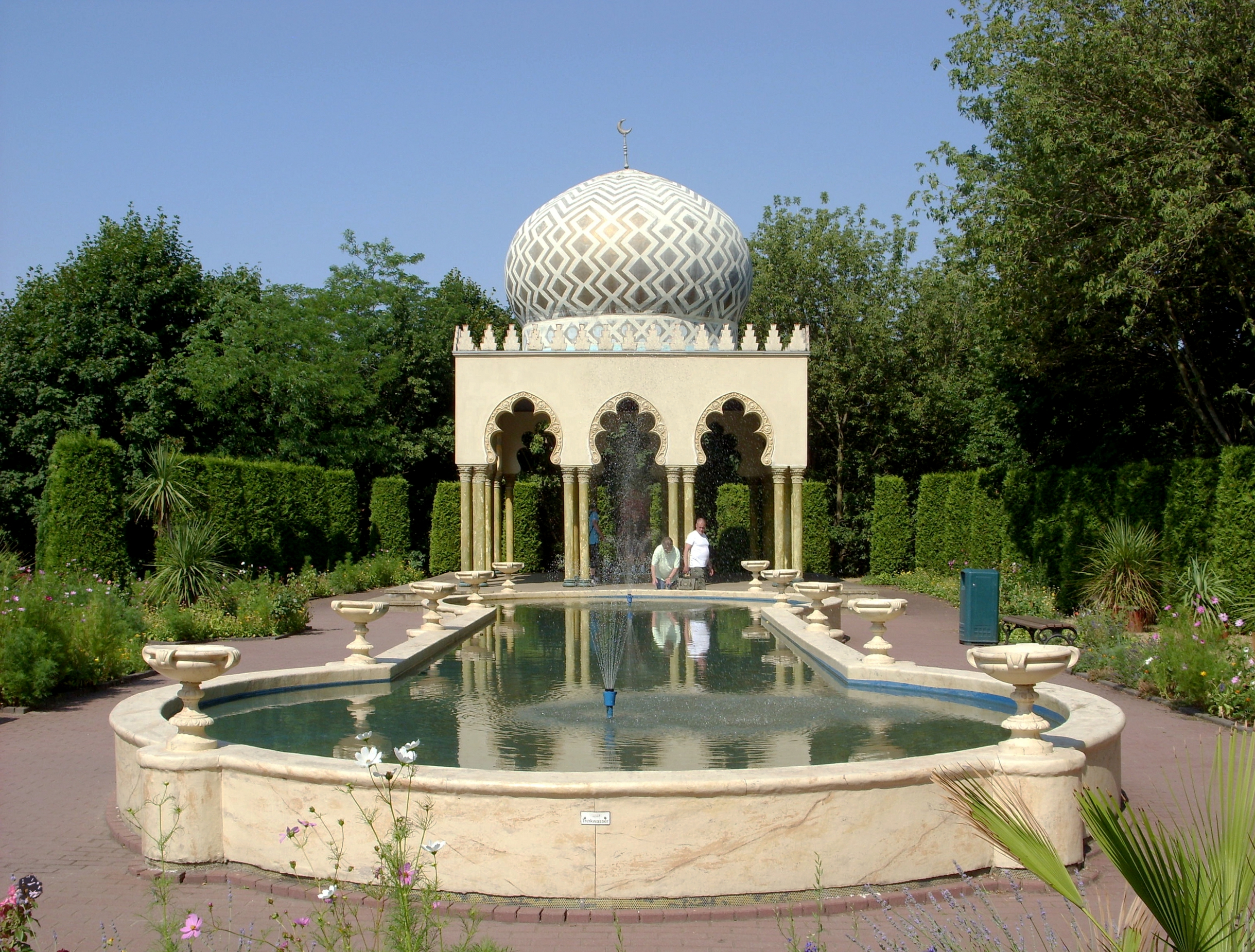
Attraktion Die Gärten des kleinen Muck

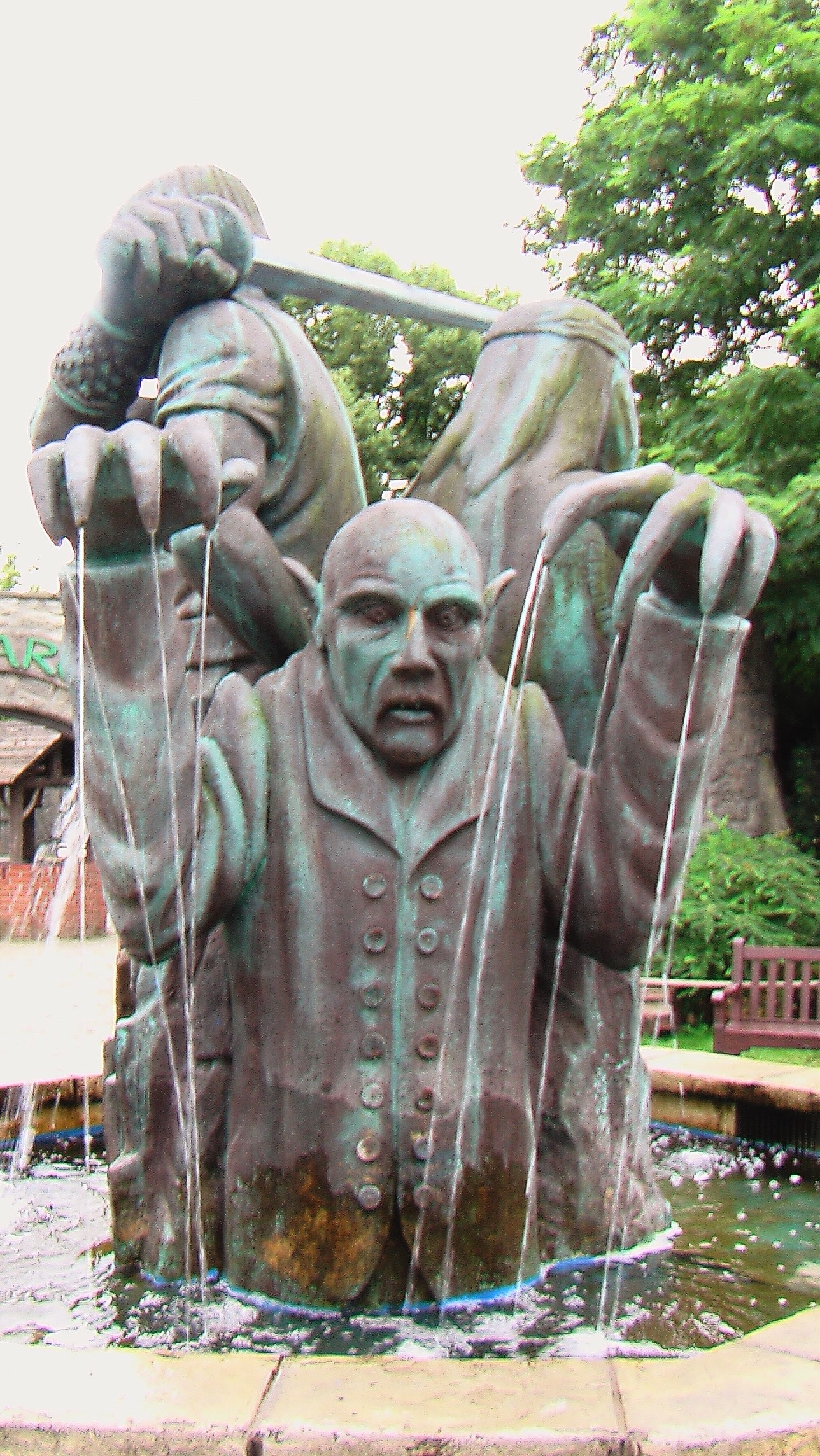
Nosferatu-Brunnen

- 2021 neu eröffnet wurde ein riesiger Jim Knopf-Abenteuerspielplatz mit den Kulissen von Lummerland aus der Kinofilm-Produktion Jim Knopf und Lukas der Lokomotivführer (2017). Highlights des neuen Areals sind die großen Rutschen, ein Hochseilparcours und ein Wasserspielplatz.
- 2021 neu eröffnet wurde eine Freilichtausstellung zu Babelsberger Filmschaffenden auf dem Areal vor der Caligari-Halle im Filmpark.
- Filmsettour als individueller Rundgang durch Original-Requisiten aus den Kinofilmen Sonnenallee (1999), Der Baader Meinhof Komplex (2008) und Monuments Men – Ungewöhnliche Helden (2014) – diese Filmsettour gibt es an ausgewählten Tagen auch als geführten Rundgang mit zusätzlichen Hintergrundinformationen zu den Filmen und zur Geschichte der Medienstadt Babelsberg
- Das Sandmännchen – Abenteuer im Traumland: Details der Babelsberger Trickfilmproduktion und Making-of des Sandmann-Kinofilms (2010)
- Filmkulissen und Requisiten mehrerer Filme
- Snapshot Factory – eine Fülle interaktiver Sets steht für Fotos und Videos bereit, ersetzte seit Sommer 2022 das Atelier der Traumwerker und wurde 2023 um weitere Sets und Kulissen erweitert
- Stunt-Show in der Vulkan-Arena – zur Jubiläumssaison 2023 mit neuer Story: Creature – The First Contact
- familienfreundliche Westernshow mit viel Humor
- 4D-Actionkino (Showscan-Kino mit sich synchron zum Film bewegenden Sitzbänken und 3D-Filmen)
- XD-Erlebniskino Dome of Babelsberg eröffnete im Juni 2011 als neue Attraktion
- Straße der Giganten
- Mittelalterstadt mit originalen Filmbauten des für das DDR-Fernsehen 1988 gedrehten Films Aufstand der Fischer von St. Barbara (Regie: Thomas Langhoff)
- Erlebnisrestaurant „Prinz Eisenherz“, Originalset des deutsch-amerikanischen Films Prinz Eisenherz (1997)
- Die Gärten des kleinen Muck: Nachbau der Kulissen des DEFA-Märchenfilms Die Geschichte vom kleinen Muck (1953) nach Originalplänen
- Bootsfahrt durch die Traumwelt von Janoschs Oh, wie schön ist Panama
- Die größte Tigerente der Welt wurde zum 30. Jubiläum 2008 der Janosch-Tigerente aufgestellt.
- Original-Löwenzahn-Bauwagen, der 2010 sein 30. Jubiläum feierte und mit dem Peter Lustig 25 Jahre auf Sendung ging
- Original-Hexenhaus aus dem ARD-Märchenfilm Hänsel und Gretel (2012)
- Spielewelt mit Autoscooter und Adventure-Simulator
- diverse gastronomische Einrichtungen

## Sonderausstellungen
- Erstmals gab es 2007 eine Sonderausstellung, losgelöst von der saisonalen Öffnungszeit: die Ausstellung „The Lord of the Rings™-Motion Picture Triology – The Exhibition“ in der Caligari-Halle. Der Besuch war nicht im Eintrittspreis des Filmpark Babelsberg enthalten.
- Vom 1. Mai bis zum 14. August 2011 fand in der Caligarihalle die Sonderausstellung „Star Trek“ statt.[3]
- Vom 13. Oktober 2018 bis zum 10. März 2019 konnte man die Sonderausstellung: „Harry Potter™: The Exhibition“ in der Caligarihalle besuchen, unabhängig vom Angebot des Filmparks Babelsberg.[4]